# Friedrich Kittler

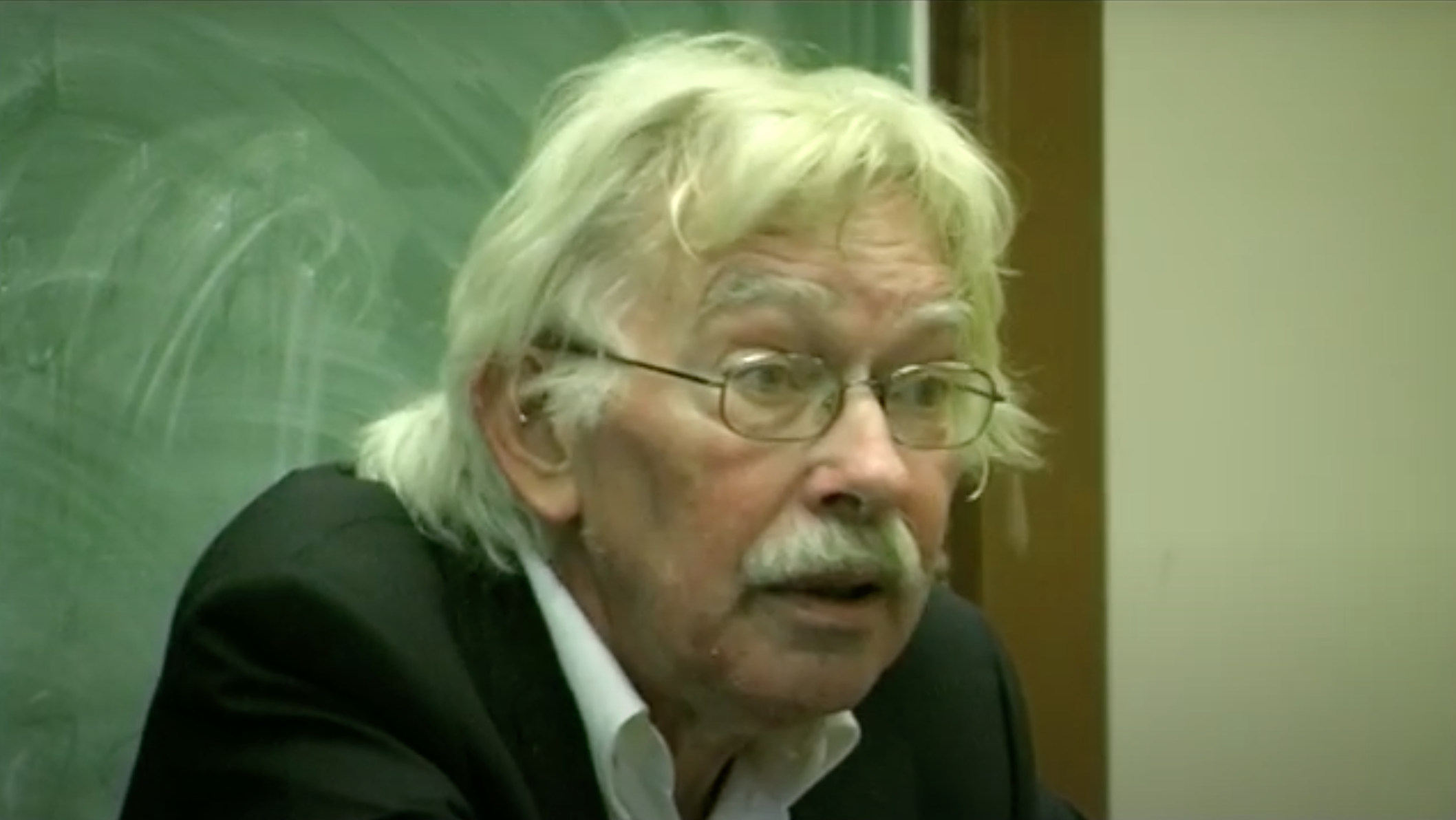
Friedrich Kittler, Humboldt-Universität zu Berlin (2009)

Friedrich Adolf Kittler (* 12. Juni 1943 in Rochlitz; † 18. Oktober 2011 in Berlin) war ein deutscher Literaturwissenschaftler und Medientheoretiker. Seine Arbeitsschwerpunkte waren Aufschreibesysteme, die Theorie und Geschichte der Kulturtechniken Lesen, Schreiben, Rechnen und seit etwa 2001 die Bedeutung des griechischen Alphabets in der homerischen Dichtung, pythagoreischen Musik und Mathematik. In seinem Werk spielen die Begriffe Aufschreibesysteme, Technik und Militär eine wichtige Rolle.

## Leben
Friedrich Kittler wurde als Sohn des Oberstudiendirektors Gustav Adolf Kittler und dessen Frau im sächsischen Rochlitz geboren, sein Bruder Wolf kam kurz vor dem Kriegsende zur Welt. Kittlers Familie flüchtete mit den Kindern 1958 in die Bundesrepublik Deutschland, wo er von 1958 bis 1963 ein naturwissenschaftlich-neusprachliches Gymnasium in Lahr/Schwarzwald besuchte und anschließend von 1963 bis 1972 Germanistik, Romanistik und Philosophie an der Albert-Ludwigs-Universität Freiburg studierte. Kittler war zweimal verheiratet.
Während des Studiums beeinflussten ihn die Texte der französischen Poststrukturalisten, vor allem Jacques Lacan, Jacques Derrida und Michel Foucault, die damals in Deutschland noch weitgehend unbekannt waren. 1976 wurde Kittler mit einer Arbeit über den Dichter Conrad Ferdinand Meyer promoviert. Sein Doktorvater war Gerhard Kaiser. Von 1976 bis 1986 arbeitete er als Wissenschaftlicher Assistent am Deutschen Seminar der Universität Freiburg. Im April 1978 nahm er für den Wunderblock protokollierend an dem Berliner Treffen der Arbeitsgruppe „Lacan lesen“ teil, an deren Ende die Sigmund-Freud Schule gegründet wurde. 1980 gab er den Sammelband Austreibung des Geistes aus den Geisteswissenschaften heraus, für den er auch Derridas Aufsatz Titre à préciser ins Deutsche übersetzte: Titel (noch zu bestimmen) Titre (à préciser).
Im Jahr 1984 habilitierte er sich im Bereich der Neueren deutschen Literaturgeschichte. Da seine Habilitationsschrift Aufschreibesysteme 1800/1900 teilweise auf heftige Ablehnung stieß, waren bis zu ihrer Anerkennung insgesamt elf Gutachten notwendig, die nach Kittlers Tod publiziert wurden. Es folgten mehrere Aufenthalte als Visiting Assistant Professor und Visiting Professor an US-amerikanischen Universitäten, wie der University of California, Berkeley, der University of California, Santa Barbara und der Stanford University.
Von 1986 bis 1990 war Kittler Leiter des DFG-Projekts „Literatur und Medienanalyse“ in Kassel. 1987 wurde er als Professor für Neugermanistik an die Ruhr-Universität Bochum, 1993 an den Lehrstuhl für Ästhetik und Geschichte der Medien der Humboldt-Universität zu Berlin berufen.
Für seine Forschungen auf dem Gebiet der Medientheorie wurde Kittler 1993 mit dem Siemens-Medienkunstpreis des Zentrums für Kunst und Medientechnologie (ZKM) in Karlsruhe ausgezeichnet.
1996 war Kittler Distinguished Scholar an der Yale University und 1997 Gastprofessor (Distinguished Visiting Professor) an der Columbia University in New York. Seit 2001 war er stellvertretender Direktor des Hermann von Helmholtz-Zentrums für Kulturtechnik sowie Mitglied der Forschungsgruppe „Bild Schrift Zahl“ der Deutschen Forschungsgemeinschaft (DFG).

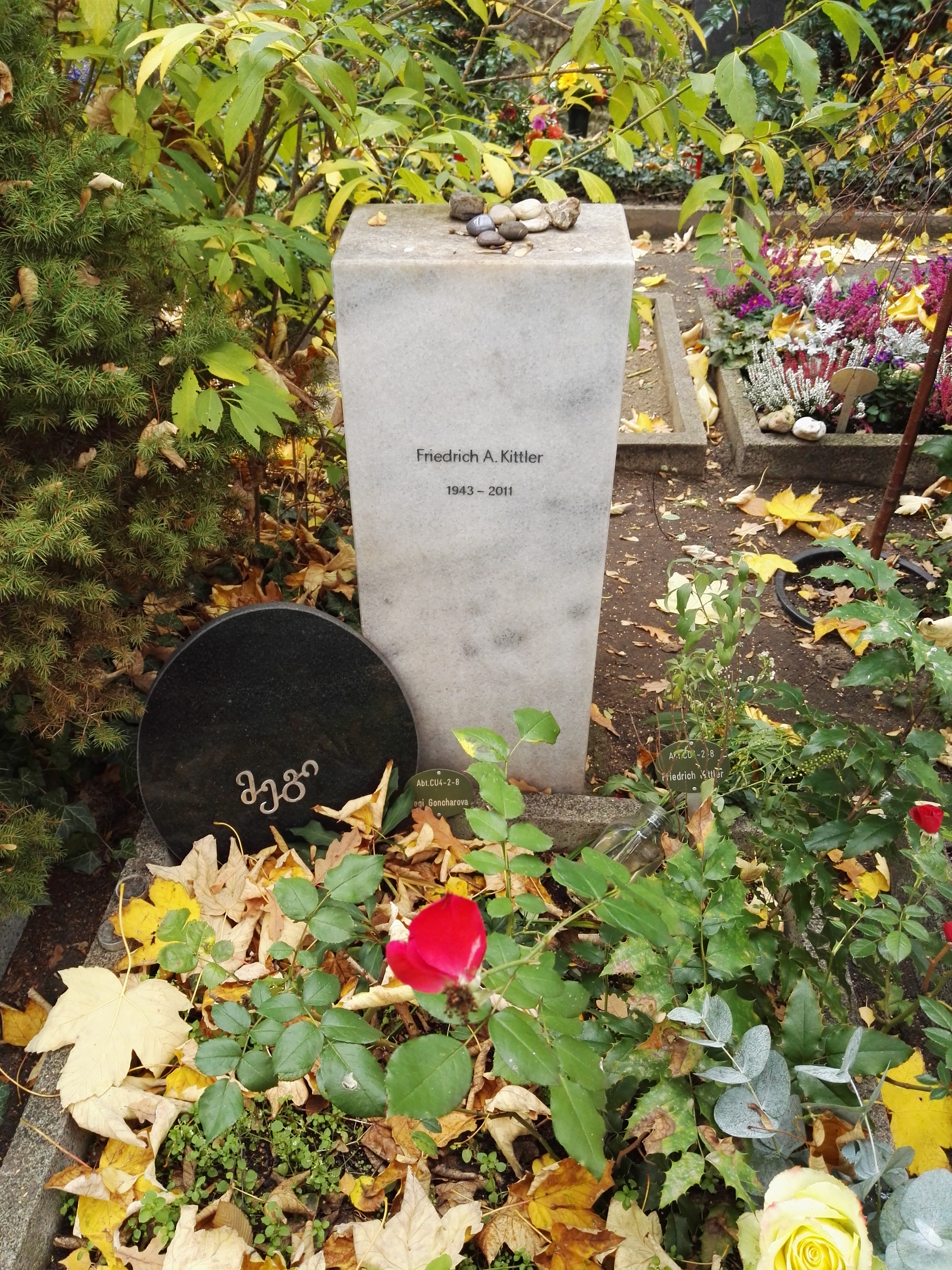
Grabstätte

Am 18. Oktober 2011 starb Friedrich Kittler in Berlin. Er wurde auf dem Friedhof der Dorotheenstädtischen und Friedrichswerderschen Gemeinden in Berlin-Mitte bestattet.

## Werk und Bedeutung
Friedrich Kittler galt als einer der einflussreichsten und bedeutendsten deutschen Medientheoretiker. Kittler steht für einen neuen Ansatz der Medientheorie, der von den technischen Medien ausgeht und ab den 1980er Jahren zunehmend populär wurde.
Den Begriff „Aufschreibesysteme“ entlehnte Kittler dem Werk von Daniel Paul Schreber. Er bezeichnet bei Kittler „das Netzwerk von Techniken und Institutionen […], die einer gegebenen Kultur die Adressierung, Speicherung und Verarbeitung relevanter Daten erlauben.“ Dies ist auch als Sympathieerklärung (in der Tradition Foucaults) für den Wahnsinn zu verstehen. Laut Kittler hat alle Wissenschaft ein paranoides Element.
Kittlers zentrales Projekt war es, „den Menschenwissenschaften […] ihr medientechnisches Apriori nachzuweisen“ (Hartmut Winkler), oder, mit seinen eigenen Worten, die „Austreibung des Geistes aus den Geisteswissenschaften“, so der gleichnamige Titel einer Veröffentlichung aus dem Jahr 1980.
Kittler lehnte Marshall McLuhans Lesart der Medien als “extensions of man” ab: „Medien sind keine Pseudopodien, die der Menschenkörper ausfahren würde. Sie folgen der Logik der Eskalation, die uns und die Schrift-Geschichte hinter sich läßt.“
Vereinfachend könnte man Kittlers Thesen dahingehend zusammenfassen, dass unser Wissen (und das, was wir für wahr halten) entscheidend von den Kulturtechniken abhängt, die wir benutzen.
Folglich sieht er im Schreiben von Literatur, dem Schreiben von Computerprogrammen und dem Einbrennen von Strukturen in Silizium-Chips ein Kontinuum:

„Wie wir wissen und nur nicht sagen, schreibt kein Mensch mehr. […] Heute läuft menschliches Schreiben durch Inschriften, die […] mittels Elektronenlithographie in Silizium eingebrannt ist […]. Letzter historischer Schreibakt mag es folglich gewesen sein, als in den späten Siebzigern ein Team von Intel-Ingenieuren […] die Hardware-Architektur ihres ersten integrierten Mikroprozessors [aufzeichneten].“

Kittlers technologisch-materialistischer Blick auf alle Hervorbringungen der Kultur wurde in den 1980er Jahren Mode unter Studenten und jungen Geisteswissenschaftlern, die man spöttisch „Kittler-Jugend“ nannte. Einige von Kittlers Schülern sind: Norbert Bolz, Knut Ebeling, Bernhard Siegert, Wolfgang Ernst, Claus Pias, Ulf Poschardt und Christian Jendreiko. 
Kittler prägte in seinen Aufsätzen verschiedene, häufig zitierte Bonmots, etwa die These, Rockmusik sei der „Missbrauch von Heeresgerät“ und die Überschrift eines gleichnamigen Aufsatzes „Es gibt keine Software“.

## Kritik
Kritiker weisen auf Kittlers Neigung hin, apodiktisch und dunkel zu formulieren. Die Zeit kritisierte an seiner Schrift Musik und Mathematik mangelnde Klarheit: „Wahrnehmbare Auf- und Ableitungen sind Kittlers Sache nicht. Wo es aus unserer Tiefe »Klarheit!« schreit, segelt er fort, und wir Ratlosen müssen weiter ahnen“. Der Psychoanalytiker Harald Weilnböck zitierte in der Zeitschrift Mittelweg 36 Kittlers Diktum: „Im Vergessen des Wortes Vergessen fallen Geäußertes und Äußerung zusammen. Der Taumel dieses Zusammenfalls ist die Wahrheit“, und fügte hinzu, dass die Lektüre dieses Satzes ihn intellektuell in einen ebensolchen „Taumel“ versetzt habe.

## Nachlass

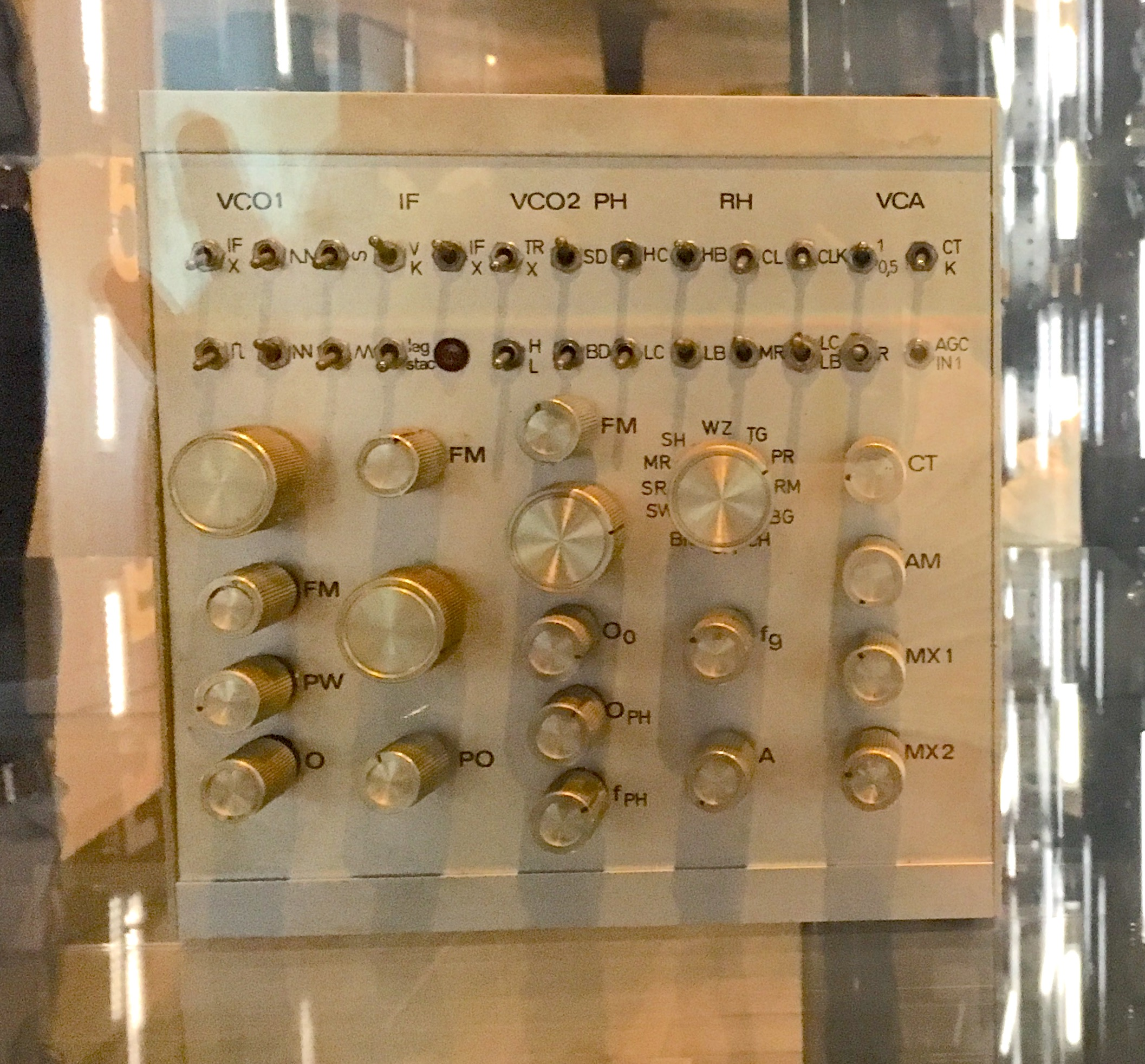
Kittlers selbstgebauter Synthesizer (ca. 1983), Literaturmuseum der Moderne, Marbach (Eintrag im DLA Katalog)

Sein gesammeltes Schaffen überließ Kittler schon zu Lebzeiten dem Literaturarchiv Marbach. Darunter befinden sich neben ungedruckten Manuskripten, Vorarbeiten zu veröffentlichten Werken und ausgewählten Exemplaren seiner Bibliothek auch Briefwechsel zwischen ihm und befreundeten Wissensphilosophen wie Michel Foucault oder Jacques Derrida. 
Zu seinem Nachlass gehört ein ab Ende der 1970er Jahre von ihm gebauter Synthesizer. Diesen und weitere Stücke zeigt die Dauerausstellung des Literaturmuseums der Moderne.

## Schriften
- 1977: Der Traum und die Rede. Eine Analyse der Kommunikationssituation Conrad Ferdinand Meyers. Francke, Bern
- 1979: Dichtung als Sozialisationsspiel. Studien zu Goethe und Gottfried Keller (mit Gerhard Kaiser). Göttingen
- 1980: (Hrsg.): Austreibung des Geistes aus den Geisteswissenschaften. Programme des Poststrukturalismus, (Studium generale)[21]. Schöningh, Paderborn, Wien, Zürich
- 1985: Aufschreibesysteme 1800/1900. Wilhelm Fink, München, ISBN 3-7705-2881-6 (engl. Ausgabe: Discourse Networks 1800 / 1900, with a foreword by David E. Wellbery. Stanford 1990)
- 1985: Diskursanalyse – Ein Erdbeben in Chili und Preußen. In: David Wellbery (Hrsg.), Positionen der Literaturwissenschaft, München, ISBN 978-3-406-37731-0.
- 1986: Grammophon Film Typewriter. Brinkmann & Bose, Berlin, ISBN 3-922660-17-7 (engl. Ausgabe: Gramophone Film Typewriter, Stanford 1999).
- 1989: Philosophien der neuen Technologie (mit Jean Baudrillard, Hannes Böhringer, Vilém Flusser, Heinz von Foerster). Merve, Berlin, ISBN 978-3-88396-066-1.
- 1990: Die Nacht der Substanz. Benteli, Bern, ISBN 3-7165-0664-8 (Vortrag)
- 1991: Dichter, Mutter, Kind. Wilhelm Fink, München, ISBN 978-3-7705-2594-2.
- 1993: Draculas Vermächtnis: Technische Schriften. Reclam, Leipzig, ISBN 3-379-01476-1 (Essays zu den „Effekten der Sprengung des Schriftmonopols“, zu den Analogmedien Schallplatte, Film und Radio sowie „technische Schriften, die numerisch oder algebraisch verfasst sind“).
- 1997: Literature, Media, Information Systems: Essays (Hrsg. von John Johnston). Amsterdam
- 1998: Hardware – Das unbekannte Wesen. In: Sybille Krämer (Hrsg.), Medien, Computer, Realität : Wirklichkeitsvorstellungen und neue Medien. Suhrkamp, Frankfurt am Main, ISBN 978-3-518-28979-2.
- 1998: Zur Theoriegeschichte von Information Warfare. In: Gerfried Stocker, Christine Schöpf (Hrsg.), InfoWar – Information. Macht. Krieg [Ars Electronica 98]. Springer, Wien, New York, ISBN 978-3-211-83134-2.
- 1999: Hebbels Einbildungskraft: die dunkle Natur. Peter Lang, Frankfurt
- 2000: Eine Kulturgeschichte der Kulturwissenschaft. Wilhelm Fink, München, ISBN 978-3-7705-3418-0.
- 2000: Nietzsche – Politik des Eigennamens: wie man abschafft, wovon man spricht (mit Jacques Derrida). Merve, Berlin, ISBN 978-3-88396-157-6.
- 2001: Vom Griechenland (mit Cornelia Vismann; Internationaler Merve Diskurs Bd. 240). Merve, Berlin, ISBN 978-3-88396-173-6.
- 2002: Optische Medien. Merve, Berlin, ISBN 978-3-88396-183-5 (Nachdruck 2011 ebd.)
- 2002: Zwischen Rauschen und Offenbarung. Zur Kultur- und Mediengeschichte der Stimme (als Hrsg.). Akademie, Berlin
- 2004: Unsterbliche. Nachrufe, Erinnerungen, Geistergespräche. Wilhelm Fink, Paderborn, ISBN 978-3-7705-4074-7.
- 2005: Musen, Nymphen und Sirenen. Audio-CD. Konzeption/Regie: Klaus Sander. supposé, Köln, ISBN 978-3-932513-64-0.
- 2006: Musik und Mathematik I. Hellas 1: Aphrodite. Wilhelm Fink, Paderborn, ISBN 978-3-7705-3782-2.
- 2007: Reflexion und Abbild. Shigeru Ban, Olafur Eliasson, Peter Geimer und Friedrich Kittler. gta Verlag, Zürich, ISBN 978-3-85676-208-7.
- 2009: Kunst des Schreibens. Leo Strauss, Alexandre Kojève, Friedrich Kittler. Merve, Berlin, ISBN 978-3-88396-250-4.
- 2009: Musik und Mathematik I. Hellas 2: Eros. Wilhelm Fink, Paderborn, ISBN 978-3-7705-4778-4.
- 2010: Die letzten Tage der Ceausescus. Dokumente, Materialien, Theorie. (mit Milo Rau, Heinz Bude, Ion Iliescu, Thomas Kunze, Andrei Ujica). Verbrecher Verlag, Berlin, ISBN 978-3-940426-45-1.
- 2011: Das Nahen der Götter vorbereiten. Wilhelm Fink, Paderborn, ISBN 978-3-7705-5134-7.
- 2013: Philosophien der Literatur. Merve, Berlin, ISBN 978-3-88396-322-8.
- 2013: Die Wahrheit der technischen Welt. Essays zur Genealogie der Gegenwart, Suhrkamp Taschenbuch, Berlin 2013, ISBN 978-3-518-29673-8.
- 2013: Die Flaschenpost an die Zukunft. Mit Till Nikolaus von Heiseler, Kadmos, ISBN 978-3-86599-235-2
- 2021: Werkausgabe. Band I.B.4 (Zu Lebzeiten Veröffentlichtes | Aufsätze, Artikel, Rezensionen, Miszellen | 1981–1983). Hg. von Luisa Drews und Eva Horn, Merve, Leipzig, ISBN 978-3-96273-571-5